# Botanisk Have (København)
 For alternative betydninger, se Botanisk Have. (Se også artikler, som begynder med Botanisk Have)
Botanisk Have i København er sammen med Geologisk Museum og Zoologisk Museum en del af Statens Naturhistoriske Museum, der blev stiftet i 2004. Statens Naturhistoriske Museum er organiseret under det Natur- og Biovidenskabelige Fakultet på Københavns Universitet og har ansvaret for forvaltningen af de nationale naturhistoriske samlinger og den tilknyttede forskning og formidling. Botanisk Haves kernefunktioner er forskning, formidling og undervisning. Samtidig er haven et rekreativt område med fri adgang til de fleste afsnit.

## Historie

### Første have
Botanisk Haves historie går tilbage til 2. august 1600, da den første have blev oprettet ved et kongeligt gavebrev ved de nuværende Fiolstræde og Krystalgade. Den var kun lille og anvendtes især af medicinere, indeholdt næppe meget andet de væsentligste lægeplanter og kaldtes ofte "Studiegårdens hortus medicus". Dens midler var ringe og ofte tilfældige; en væsentlig støtte var en gave af 1200 kronedalere, som professor Rasmus Bartholin i 1696 skænkede så renterne kunne bidrage til havens vedligeholdelse. En egen gartner var ikke ansat, og hele haven var kun et vedhæng til en professorbolig, hvor den tilfældigt indlogerede professor stod for havens dyrkning, uanset hvilke interesser eller kundskaber han havde i den retning. Der har næppe været dyrket mere end cirka 200 arter, og de var ordnet alfabetisk. Efter Københavns brand i 1728 blev haven yderligere indskrænket, da der måtte tages grund fra den til gadeudvidelser. Denne botaniske have bestod indtil 1778, hvor den blev reduceret til lysthave til professorboligen.

### Anden have
Imidlertid var naturvidenskaberne kommet i fremgang, som på det botaniske felt især var drevet af Carl von Linnés indsats. Også i Danmark fik botanikken et opsving. Blandt andet tilkaldtes den den tyske botaniker Georg Christian Oeder i 1752, og under ham anlagdes en ny botanisk have på en grund som Frederik V skænkede i Amaliegade. Anlæggelsen kom til at tage lang tid med udtørring, planering og kultivering hvortil kom opførelse af væksthuse, foredragssal og andre lokaler. Kun en del af det udlagte areal nåede et blive fuldført, men en mindre del åbnede for publikum i 1763.
Den fik dog aldrig stor betydning, bl.a. fordi den lå i en større afstand fra universitetet. Samtidig blev den oprindelige have holdt vedlige, så universitetet faktisk rådede over to haver. I 1778 25 år efter oprettelsen købte Christian VII Amaliegadehaven tilbage for 5000 rigsdaler for at give plads til nye beboelses- og forretningsbyggerier.

### Tredje have
En ny botanisk have indrettedes i 1778 ved Charlottenborgs slotshave, som kongen skænkede til formålet. Haven skulle drives og finansieres i fællesskab af kongen og universitetet, og der blev derfor indsat to direktører: Christian Friis Rottbøll, som var botaniker og medicinsk professor ved universitetet, og Johan Theodor Holmskiold som var gehejmeråd og udpeget af kongen.
Denne have var i mange henseender en stor succes. Antallet af arter steg i tidens løb til hen imod 10000, og der blev indrettet væksthuse, bibliotek og samlinger. Den var (efter nogle udvidelser) 2,3 ha stor og overgik i 1817 helt til Universitetet. De store krav, som videnskaben efterhånden stillede til "Hortus academicus" og dens faciliteter og den betydning, som haven har for befolkningen, gjorde at behovet for mere plads blev stadig mere påtrængende.
H C Andersens "Den lille Idas Blomster" er inspireret af haven og Ida Thiele.

### Fjerde have
Anlægget af en ny have blev påbegyndt i 1871 og blev afsluttet i 1874 ved omdannelsen af stykket af Østervold og tilhørende glacis fra Gothersgade til universitetes, nu nedlagte, observatorium. H.A. Flindt udformede haven, der endnu udgør den nuværende Botanisk Have. Haven blev fredet i 1969.

## Havens indhold
Der dyrkes i dag over 23.000 forskellige registrerede planter, som er fordelt over et antal frilandsafsnit og væksthuse. De forskellige afsnit er anlagt med jordbundsforhold, som svarer til forskellige plantegrupper. De udendørs afsnit indbefatter bl.a.:
- Dansk kvarter med vilde danske planter.
- Morænebedet, hvor der vokser planter fra bjergområder.
- Staudekvarteret med vilde stauder.
- Stenhøjene som er anlagt op ad resterne af Østervolds gamle skanse. Her vokser bjergplanter i forskellige jordbundstyper.
- Granbakken som er beplantet med nåletræer.
- Østasiatisk kvarter med vilde planter fra Kina og andre steder i Østasien.

Dertil kommer 27 væksthuse med forskellige plantegrupper og vækstforhold. 